# Сад с двумя точками снизу
ڝ (сад с двумя точками снизу) — дополнительная буква арабского алфавита, используемая в ряде кавказских языков на основе арабской письменности. Образован от буквы сад (ص) путём добавления двух точек под букву. Во всех языках соответствует букве кириллицы Ц и обозначает звук [ʦ].

## Использование
- Используется в арабском алфавите лакского языка. По мимо своей обычной роли буква ڝ присутствовала в диграфе ڝڝ который соответствует кириллическому диграфу Цц и обозначает звук [ʦ:], то есть удлинённую версию [ʦ][1][2].
- Двадцатая буква арабского алфавита даргинского языка, использовавшегося в 1920—1928 годах[2][3][4].
- Использовался в «новом аджаме» аварского языка[2][5].